# يارا أمارال
يارا أمارال (بالبرتغالية: Yara Amaral‏) هي ممثلة برازيلية، ولدت في 16 سبتمبر 1936 في ساو باولو في البرازيل، وتوفيت في 31 ديسمبر 1988 في ريو دي جانيرو في البرازيل بسبب غرق.

## وصلات خارجية
- يارا أمارال على موقع IMDb (الإنجليزية)
- يارا أمارال على موقع أول موفي (الإنجليزية)
- يارا أمارال على موقع قاعدة بيانات الفيلم (الإنجليزية)
- يارا أمارال على موقع كينوبويسك (الروسية)